# LG L45
 LG L45는 LG전자가 2014년 중에 출시한 보급형 스마트폰이다. 정확한 출시일은 알려지지 않았으며, 인도에만 출시되었다.

## 운영체제/소프트웨어

### 안드로이드 4.4 킷캣
LG L45는 4.4.2 킷캣을 탑재하여 출시했다.

## 특수 기능

### 노크 온
전원 버튼을 누를 필요 없이 화면을 두 번 두드리면 화면이 켜지는 기능이다.

### 게스트 모드
잠금패턴을 다르게 설정하여 두 개의 다른 환경을 만드는 기능이다.

## 색상
- 블랙
- 화이트